# گولدن استیت (قایق دو دکله)
گولدن استیت (قایق دو دکله) (به انگلیسی: Golden State (schooner)) یک کشتی است که طول آن 140 ft. می‌باشد. این کشتی در سال ۱۹۱۳ ساخته شد.